# 茎

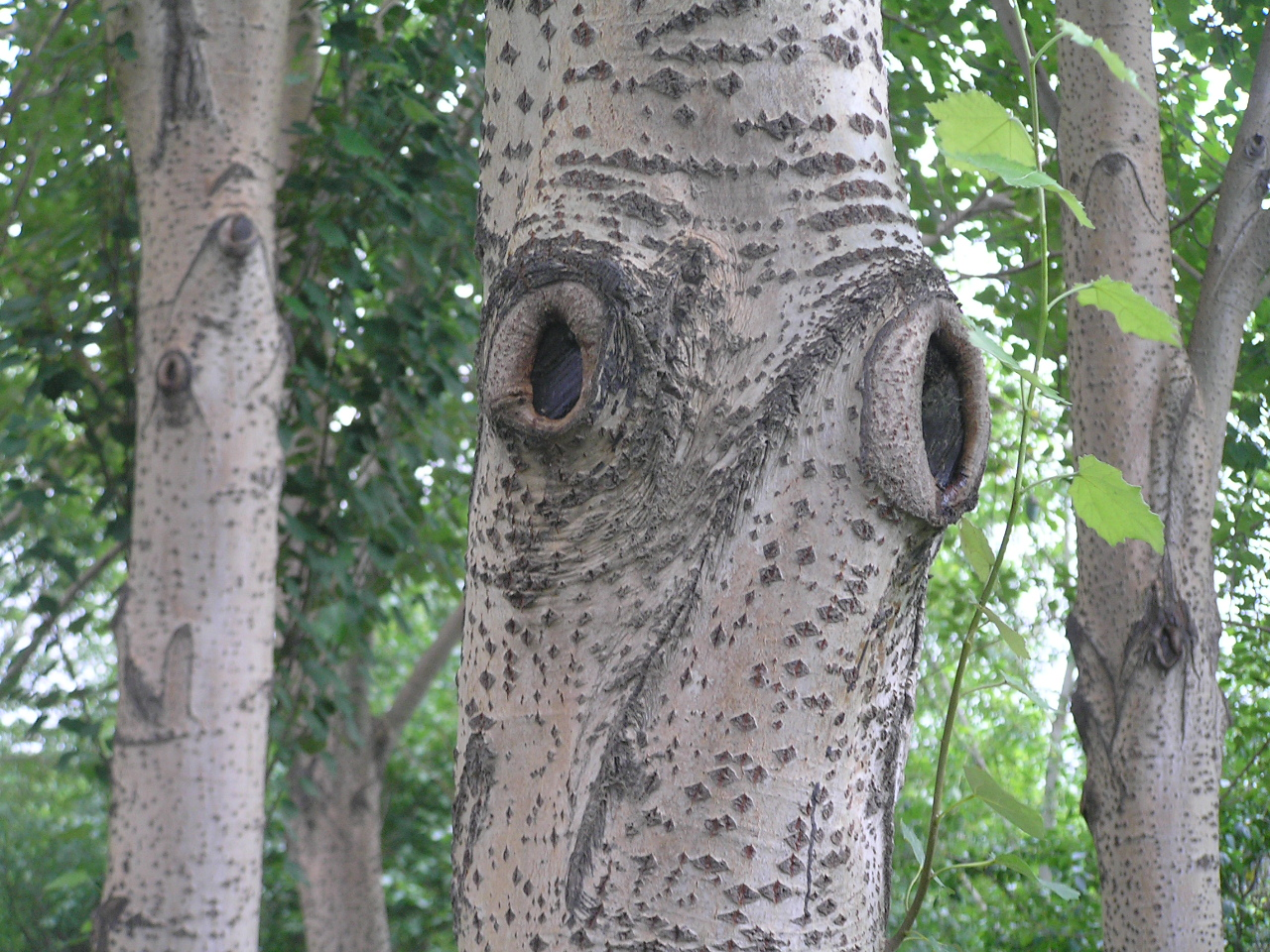
白樺の茎（幹）

茎（くき）とは、高等植物において葉や花を支える部分である。内部には根から吸収した水分や栄養素（ミネラルなど）を植物体の各所へ運び、葉で合成されたものを光合成できない部分へ運ぶためのしくみが備わっている。

## 概要
茎は、高等植物においてはやや細長い棒状の構造で、内部に物質輸送を行う維管束を備える。方向性があって、両方向の先端に分裂組織があるが、上方向へは茎と葉を作り、下方向へは根を作る。茎の地下部は次第に根に移行する。
茎という呼び名は主に草本に対して使われ、木本の、木質化した茎はたいてい幹（みき）と呼ばれる。通常、腹背性はない。
茎は、葉や花を支える器官というふうにも見られるが、それ自身が植物の本体であるとも見ることができる。乾燥や水の不足などが生じた場合、花や葉を切り捨てる（落葉）ことによって茎の生存を確保しようとする。茎の周囲に葉や花が配置したものが植物の構造の上で単位になっていると考えられ、たとえば標本（押し葉標本）を作成する場合、この単位で採集することが要請される。
また、無性生殖において、新しい個体の形成を担うのは、匍匐茎であったり、根茎であったりと、茎の変形であることが多い。さらに言えば、葉や花（花の構成要素は葉起源）は、すべて茎の変形によって形成されたものと考えることもできる。

## 構造
表面を表皮に覆われ、内部には維管束が特定の形で配置する。木本では表面に樹皮が形成される。また、表面から一定の深さに分裂組織があり、肥大成長を行なう。
これらの配置は、分類群によって大きく異なる。大ざっぱには、裸子植物と双子葉植物がほぼ共通で、単子葉植物が独特。シダ植物では、いくつかの特殊な構成のものが知られる。
茎の構成としては、2つの考え方がある。一つは表面を表皮が覆い、内部に維管束が配置し、そのまわりを基本組織が埋めるとするもの、もう一つは、表面部分を皮層、その内部の維管束の配置した部分を中心柱と見なす。単独に維管束などの配置形式の意味で中心柱を使う場合もある。

## 茎の成長
茎は、茎頂が細胞分裂することにより伸長生長し、その伸長に応じて新葉を求頂的順序で展開する。母茎の葉腋にある腋芽が伸長してできたものは側枝となる。肥大生長は、形成層の細胞分裂による。
また、茎の周囲には肥大成長を支える形成層があることが多い。

## さまざまな茎
若い緑色の茎は表皮で呼吸や光合成を行う。植物の種によっては茎に光合成産物を貯蔵することもある。
以下にさまざまな茎の種類、用語を説明する。
花軸
花のつく茎。
花茎
花軸のうち、塊茎や鱗茎から直接伸びて、花のみをつけるもの。
蔓（つる）
細長く強靭で、木質化した場合でも柔軟であるが、自立することはできず、他者に巻きつく（アサガオなど）ことや、へばりつく（ツタなど）ことで体を支える。蔓が巻き付く場合、右巻き／左巻きのどちらになるかは大抵は決まっているが、ツルニンジンなどのようにどちらでも巻き付くものもある。
匍匐枝（ほふくし）
蔓状の茎が地面を這い、節から根・葉を伸ばし生長するもの。ランナー、ストロンともいう（イチゴなど）。
茎針（けいしん）
茎の一部が針状に変化したもの（ウメ、カラタチなど）。棘。
地上茎（ちじょうけい）
茎のうち地上にあるもの。
地下茎
地中にある茎で、根茎（こんけい）、球茎（きゅうけい）、塊茎（かいけい）、鱗茎（りんけい）の4種に分類される。
根茎
地下茎の一種。地中に長く伸び、根のように見えるが、地上茎と同じく節があり、そこから葉・根を出したり、葉の変形した鱗片をつけたりする（タケ、レンコン、タケニグサなど）。
球茎
地下茎の一種。主軸をなす茎の基部がデンプンなどの養分を蓄え、球形に肥大したもの。葉の変化した外皮に包まれている（フリージア、サトイモなど）。
塊茎
地下茎の一種。地中に伸びた茎の一部がデンプンなど養分を蓄えて塊状に肥大したもの。外皮がない。塊根ともいう（シクラメン、ジャガイモなど）。
鱗茎
短い茎の周囲に、養分を蓄えて多肉となった緑色でない葉が密に集まり、球形・卵形をなしているもの。底盤部と呼ばれる部分は茎であるが、その他の大部分は葉である（ユリ、タマネギなど）。
稈（かん）
はっきりとした節があり中空の茎（イネ、タケなどのイネ科など）。（en:Culm (botany)も参照）
葉状枝（仮葉枝、茎節、扁茎）
葉のような茎。多くは本来の葉が退化し、それに代わって光合成を行う。カニサボテン、ナギイカダなどのように扁平なものと、アスパラガスのように線状のものがある。
枝
大本の茎から分かれた茎。
節（ふし、せつ）
竹・葦などの茎にあるほぼ一定間隔でふくらんで区切りとなっている部分。また、幹・茎から枝が生え出るところ。枝の付け根。枝を切り落とした跡。その位置で折れるようになっている節のことは関節ともいう。
節（よ）
竹・葦などの茎の節（ふし、せつ）と節との間（あいだ）。また、節（ふし、せつ）のこと。

## 茎ではないもの
花柄
花梗ともいう。花軸から出て花の基部につながっている部分。
葉柄
茎と葉の基部をつないでいる部分。
偽茎
茎のように見えるが葉鞘の重なったもの。